# Grigori Vladimirovitch von Rozen
Le baron Grigori Vladimirovitch von Rozen (en russe: Григорий Владимирович Розен, en allemand : Georg Andreas von Rosen), à Saint-Pétersbourg (Russie), est un général de l'armée impériale russe.
Georg Andreas von Rozen, prénommé Grigori par les Russes, est né au sein d'une famille aristocratique germano-balte demeurant à Novgorod ville du nord-ouest de la Russie. La famille von Rosen est issue de la noblesse de Livonie et de Poméranie suédoise avec des ramifications en Suède.

## Campagnes napoléoniennes
Le baron von Rozen rejoint en 1789 l'armée impériale russe dans le corps d'armée du général Souvorov sous les ordres duquel il se bat en Pologne et en Italie. Il est colonel entre 1806 et 1809, puis général de division, et général-chef de brigade de 1811 à 1812, commandant de la 1re brigade de la Garde impériale à la bataille de la Moskova où, pour récupérer ses 10 000 soldats blessés, il s'oppose au maréchal Murat à Mojaïsk, ville située à 8 km à l'est de Borodino. Actif combattant à la bataille de Lützen et à la bataille de Bautzen, il est nommé général de division, puis combat à Culm. Il est lieutenant-général à la bataille de Leipzig, ainsi qu'en 1814 à la bataille d'Arcis-sur-Aube. Faisant partie des troupes de la sixième coalition, il arrive aux portes de Montmartre. Il se bat farouchement contre Napoléon, lors des campagnes des années 1805-1807, puis bat les Suédois sur le territoire finlandais entre 1808 et 1809. C'est un adversaire redoutable de la Grande Armée des campagnes napoléoniennes de 1812 à 1814. Il participe aussi à l'invasion du Caucase, appelée guerre du Caucase et qui désigne une série d'opérations militaires de l'Empire russe qui aboutissent à l'annexion de la Ciscaucasie.

## Campagnes polonaises
En 1827, il est nommé commandant du 6e corps lituanien. Il devient l'un des principaux opposants des généraux polonais au cours de l'insurrection de novembre 1830.
Le 31 mars 1831, il connaît une de ses plus grandes humiliations sur un champ de bataille, face aux forces polonaises commandées par le général Jan Zygmunt Skrzynecki à Dębe Wielkie. Les forces de Grigori von Rosen sont poursuivies par la division polonaise du général Andrzej Tomasz Łubieński et perdent, pour se protéger dans leur retraite, trois bataillons de 11 000 hommes, trois étendards et dix canons.
À partir de 1837, il est sénateur dignitaire et membre du Conseil de Guerre à Saint-Pétersbourg jusqu'à la fin de sa vie. Il meurt en 1841 à Saint-Pétersbourg, où il est enterré.

## Décorations
- Ordre de Saint-André
- Ordre de Saint-Vladimir
- Ordre de Saint-Alexandre Nevski
- Ordre de Sainte-Anne
- Ordre de Saint-Georges
- Pour le Mérite
- Croix de Kulm prussienne

## Source
- (pl) Cet article est partiellement ou en totalité issu de l’article de Wikipédia en polonais intitulé « Grigorij Rosen » (voir la liste des auteurs).